# Aratsjinovo
Aratsjinovo (Macedonisch: Арачиново) is een gemeente in Noord-Macedonië.
Aratsjinovo telt 11.597 inwoners (2002). De oppervlakte bedraagt 31,3 km², de bevolkingsdichtheid is 370,5 inwoners per km². De meeste inwoners zijn etnische Albanezen, namelijk zo'n 90,7%. Etnische Macedoniërs vormen slechts 8,2% van de bevolking. De meeste inwoners zijn islamitisch (91,1%).